# 물주머니
물주머니 또는 뜨거운 물통(hot water bottle)은 열을 제공하기 위하여 뜨거운 물을 채워 마개로 봉하는 용기이다. 주로 침대 안에 넣어 사용하지만 특정 신체 부위에 열을 가하기 위하여 사용하기도 한다.

## 사진

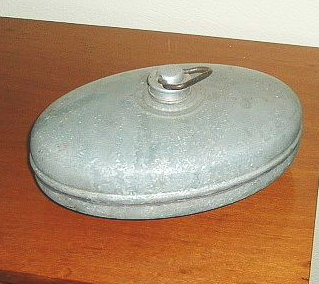
금속 물주머니
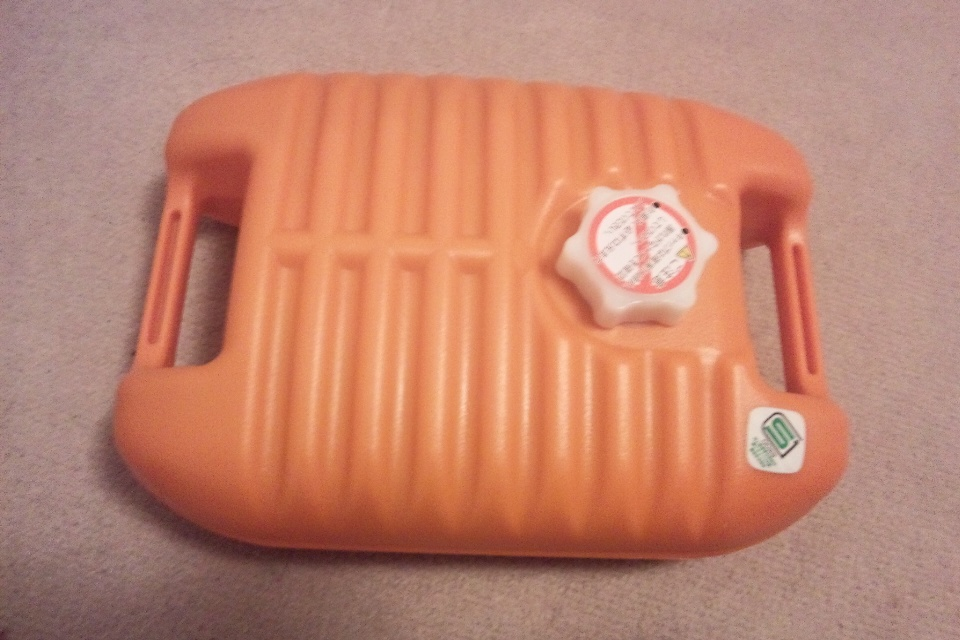
플라스틱 물주머니
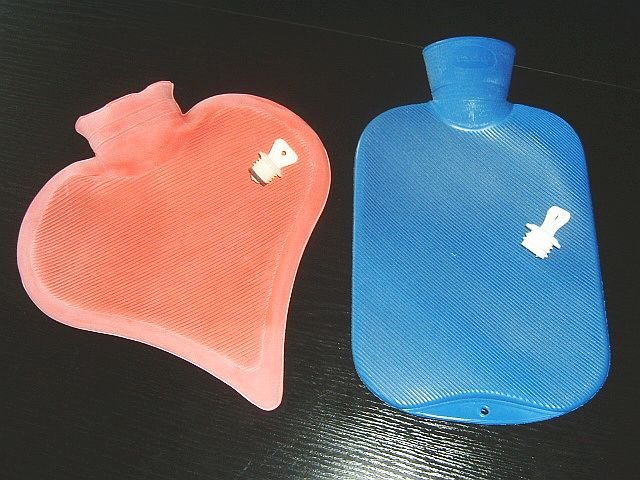
고무 물주머니

## 같이 보기
- 손난로